# Stadtbücherei Kiel
Die Stadtbücherei Kiel ist eine öffentliche Bibliothek. Ihre Hauptstelle befindet sich im Neuen Rathaus Kiel, neun Zweigstellen verteilen sich auf die Stadtteile. Mit circa 23.000 aktiven Nutzern ist sie die größte Öffentliche Bibliothek in Schleswig-Holstein.

## Geschichte
Am 24. April 1873 wurde bei einer Sitzung der „Gesellschaft freiwilliger Armenfreunde“ der Beschluss getroffen, eine Volksbibliothek in Kiel zu gründen. Im Dezember des darauffolgenden Jahres wurde die Volksbibliothek in der Holstenstraße 31 eingeweiht. Aufgrund des wachsenden Bestandes und steigender Besucherzahlen fand Ende 1879 der Umzug in die Holstenstraße 11 statt. In den nächsten Jahren erweiterte die Kieler Volksbibliothek ihren Bestand kontinuierlich, was mehrere Umzüge zur Folge hatte.
Am 1. April 1920 übernahm die Landeshauptstadt Kiel die Bücherei von der „Gesellschaft freiwilliger Armenfreunde“. So wurde aus der Volksbibliothek die Stadtbücherei Kiel. 1937 zog die Bücherei in das Logenhaus am Lorentzendamm. Die Bibliothek wurde im Sinne der nationalsozialistischen Ideologie gleichgeschaltet. Im Jahr 1944 zerstörte eine Sprengbombe einen Teil des Logenhauses. Es folgte der Umzug in das Oberlyseum II am Schützenpark. Nach Ende des Zweiten Weltkrieges wechselte die Bibliothek wieder die Räumlichkeiten. Die Bücherei zog in die damalige Mittelschule am Winterbeker Weg. Die Literatur des Nationalsozialismus wurde entfernt, die zensierte Literatur wurde der Öffentlichkeit wieder zur Verfügung gestellt.
1981 zog die Bücherei an die Holstenbrücke. Im ehemaligen Gebäude der Warenhauskette DeFaKa (Deutsches Familien-Kaufhaus GmbH) blieb die Bücherei 20 Jahre lang. Hier fand die Umstellung auf ein EDV-System und auf die Systematik für Bibliotheken statt, um Einheitlichkeit in öffentlichen Büchereien Schleswig-Holsteins herzustellen.

## Lage
Die Zentralbücherei befindet sich seit Ende des Jahres 2000 im Neuen Rathaus in der Andreas-Gayk-Straße 31. Hier liegt sie zentral in der Stadt und in unmittelbarer Nähe zum Busbahnhof und zum Kieler Hauptbahnhof. Viele Linien des Kieler Nahverkehrs (KVG) halten an der Andreas-Gayk-Straße.

## Bestand
Der Bestand bemisst sich auf etwa 250.000 Medieneinheiten. Dieser Bestand setzt sich zusammen aus Belletristik, Sachbüchern, Musik-CDs, DVDs und Blu-Ray Discs, Hörbüchern, CD-ROMs und DVD-ROMs, Konsolenspielen, Sprachkursen, Zeitschriften und Zeitungen und Gesellschaftsspielen. Seit März 2022 ist auch eine Bibliothek der Dinge vorhanden, in der Werkzeuge und andere Gegenstände entliehen werden können.

### E-Medien

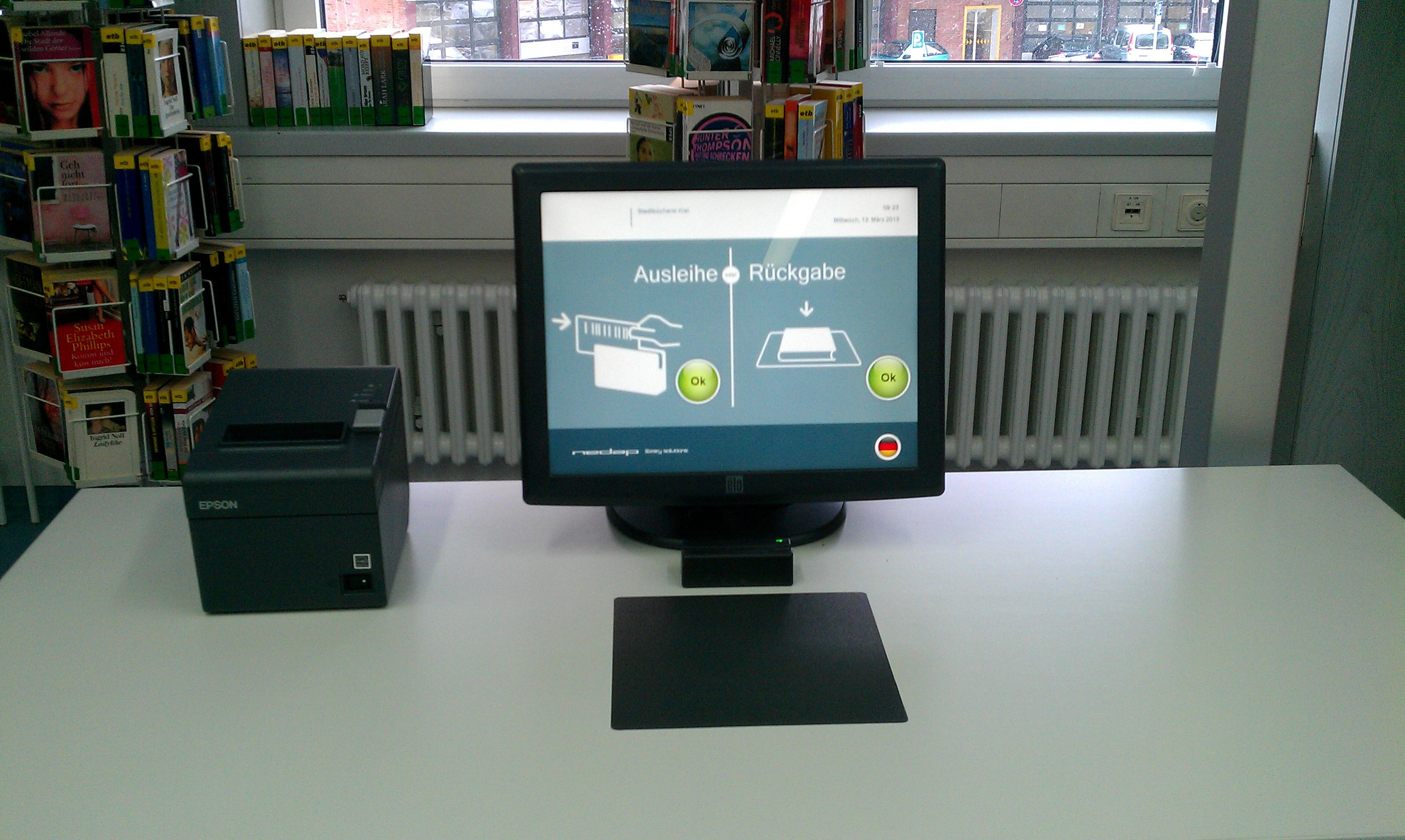
Selbstverbuchungsterminal in der Zentralbücherei

Seit dem 1. Oktober 2012 ist die Stadtbücherei Kiel an den Service der „Onleihe Zwischen den Meeren“ angeschlossen.
Kunden der Stadtbücherei Kiel können über die Onleihe E-Medien (d. h. E-Book, E-Audio, E-Video, E-Paper) herunterladen und für einen begrenzten Zeitraum nutzen.
Seit April 2020 haben Benutzerinnen und Benutzer der Bücherei die Möglichkeit, kostenlos ausgewählte Filme über den Dienst Filmfriend zu streamen.
Seit Mitte 2023 stellt die Stadtbücherei neu erworbene digitale Hörbücher nicht mehr über die Onleihe, sondern über den Dienst Overdrive zur Verfügung.

## Ausleihsystem
Seit dem 4. März 2013 erfolgt das Verbuchen von Medien in der Zentralbücherei mithilfe von Selbstverbuchungterminals. Neben dem Rückgabe-Automaten vor der Bücherei, an dem auch außerhalb der Öffnungszeiten der Bücherei Medien zurückgeben werden können, stehen im Eingangsbereich der Stadtbücherei Terminals bereit, an denen die Kunden selbständig Ausleihen, Rückgaben sowie die Verlängerung von Medien vornehmen können.

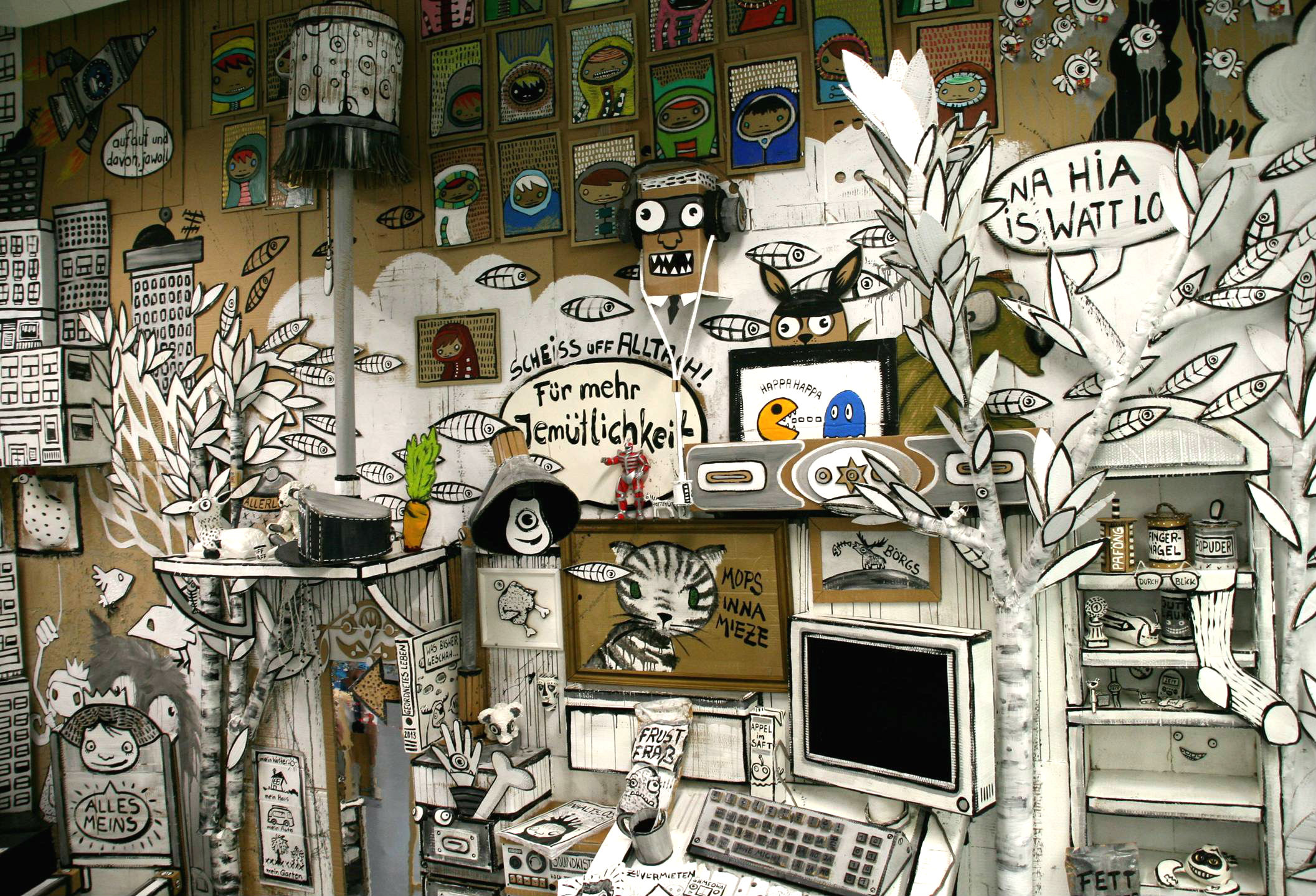
Die Jugendecke der Zentralbücherei. Gestaltet von Katharina Kierzek

## Neugestaltung der Jugendabteilung
Die Jugendecke der Zentralbücherei wurde 2013 von der Künstlerin Katharina Kierzek neu gestaltet. Das Installationsprojekt soll konzeptionell an ein Jugendzimmer im Comic-Format erinnern.

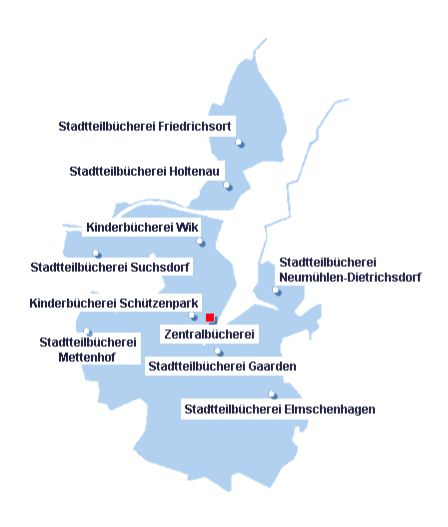
Standorte der Stadtbücherei Kiel

## Stadtteilbüchereien
Neben der Zentralbibliothek gibt es sieben Stadtteilbüchereien und zwei
Kinderbüchereien, die das Bibliothekssystem der Stadtbücherei Kiel bilden:
- Stadtteilbücherei Elmschenhagen
- Stadtteilbücherei Friedrichsort
- Stadtteilbücherei Gaarden
- Stadtteilbücherei Holtenau
- Stadtteilbücherei Mettenhof
- Stadtteilbücherei Neumühlen-Dietrichsdorf
- Stadtteilbücherei Suchsdorf
- Kinderbücherei Schützenpark
- Kinderbücherei Wik